# Новотаубинка
Новотаубинка (каз. Новотаубинка) — упразднённое село в Жарминском районе Восточно-Казахстанской области Казахстана. Входило в состав Суыкбулакской поселковой администрации. Ликвидировано в 1991 г.